# Elena Udrea
Elena Gabriela Udrea (Buzău, 26 dicembre 1973) è una politica rumena, che è dal 2008 deputato. In passato è stata consigliere presidenziale, capo della Cancelleria presidenziale, ministro del turismo e ministro dello sviluppo regionale e del turismo. Udrea è considerata un'intima amica del presidente Traian Băsescu, a cui deve la sua ascesa politica.
In passato, era un membro del Partito Nazionale Liberale e del Partito Democratico Liberale. Il 30 gennaio 2014, Udrea si è dimessa dal PDL e si è unita al Partito del Movimento Popolare. Dal 2014 è il presidente eletto di questo partito. Nonostante abbia inizialmente annunciato la candidatura di Cristian Diaconescu per le elezioni presidenziali del 2014, Elena Udrea ha smesso di firmare per lui. Diaconescu si è dimesso dal PMP, quindi Elena Udrea è stata nominata la seconda candidata del partito per le elezioni presidenziali. Il 22 settembre, ha presentato la sua candidatura all'Ufficio centrale elettorale, presentando 400.000 firme..

## Biografia

### Formazione
Dopo aver completato la sua istruzione secondaria a Buzău, ha studiato giurisprudenza presso l'Università cristiana Dimitrie Cantemir . Alla fine dei suoi studi, è diventata avvocato e ha aperto il suo studio nel 1997.
Nel 2005, ha difeso una tesi in scienze militari presso l'Università di Difesa Nazionale di Bucarest.

### Vita privata
È stata sposata con l'uomo d'affari Dorin Cocoş dal 2003 al 2013.

## Carriera politica

### Gli inizi in politica
Nel 2002, è stata assunta come consulente legale dal Partito Social Democratico (PSD), al potere.
Entrò a far parte del Partito Nazionale Liberale (PNL) due anni più tardi e partecipò alle elezioni municipali del 2004 a Bucarest, dopo di che fu eletta nel consiglio municipale della capitale rumena.

### Collaboratrice di Traian Băsescu

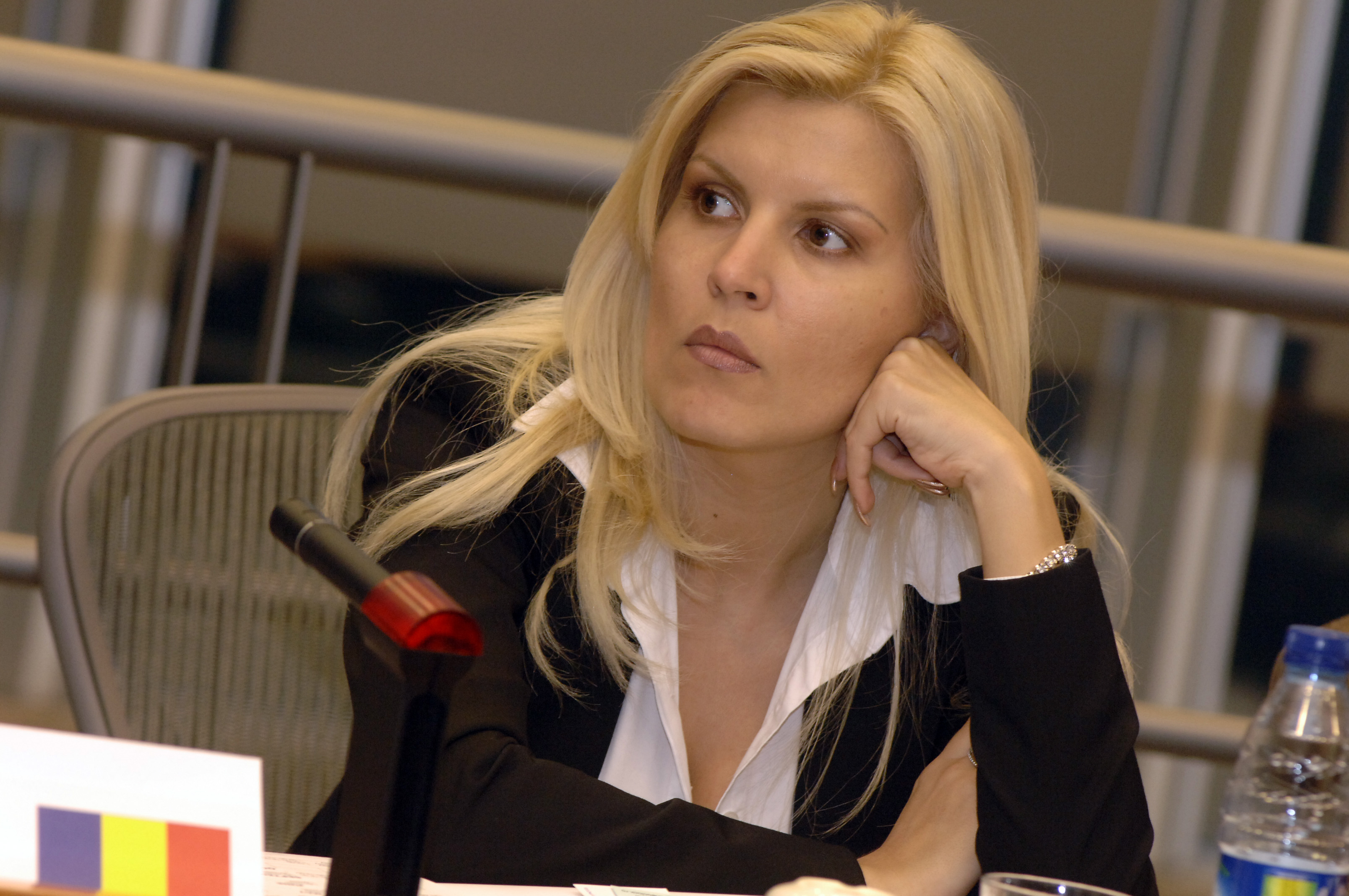
Elena Udrea nel 2006.

Nel 2005, si è dimessa dal suo mandato comunale e ha lasciato il PNL per assumere la carica di direttore dell'amministrazione presidenziale, sotto l'autorità del presidente Traian Băsescu.
Dopo pochi mesi, è costretta a rinunciare alla sua posizione a causa del suo coinvolgimento con il marito in un possibile caso di corruzione che coinvolge un uomo vicino ad Adrian Năstase, ex primo ministro socialdemocratico sconfitto da Băsescu. alle elezioni presidenziali alla fine del 2004.
Ha aderito al Partito Democratico (PD), da cui il capo dello Stato è nato nel 2006. È stata nominata segretario esecutivo e mantiene questa responsabilità quando il Pd e il Partito Liberale Democratico (LDP) si fonde nel 2007 per formare il Partito Democratico Liberale (PDL).

### Ministro dei governi Boc

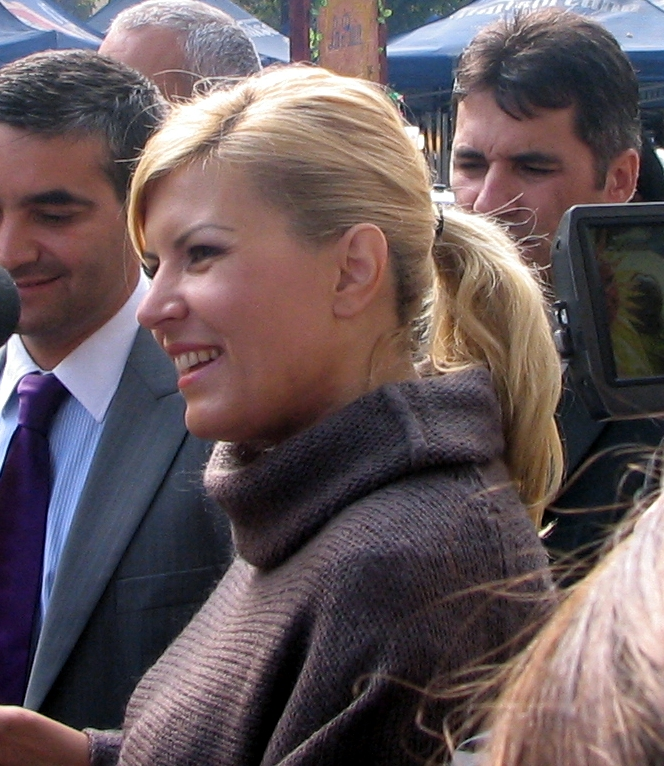
Elena Udrea nel 2009.

In occasione delle elezioni legislative del 30 novembre 2008, è eletta alla Camera dei deputati in un collegio uninominale di Bucarest. Il 22 dicembre è stata nominata Ministro del turismo nel governo di grande coalizione del primo ministro liberale e democratico Emil Boc. Dopo la partenza dei socialdemocratici dalla maggioranza, è direttore attivo del Ministero dell'Ambiente il 2 ottobre 2009.
Dopo quasi tre mesi di scontro politico, Emil Boc riesce a ricostruire un'alleanza parlamentare maggioritaria: il 23 dicembre 2009 diventa Ministro dello sviluppo regionale e del turismo. L'anno seguente, è stata nominata presidente della federazione PDL a Bucarest, poi vicepresidente del partito nel 2011.
Il governo alla fine è caduto il 6 febbraio 2012, e anche se il nuovo Primo Ministro Mihai Răzvan Ungureanu, si basa sulla stessa maggioranza parlamentare, lascia il ministero a Cristian Petrescu, anche il Pdl.

### Opposizione e Presidente del Partito del Movimento Popolare
Deve abbandonare le sue responsabilità nell'apparato del Pdl in seguito alla disfatta dei liberaldemocratici nelle elezioni municipali del giugno 2012; nella capitale, il PdL rimane con quaranta punti dietro l'alleanza tra il PSD e il PNL, che ottiene la maggioranza assoluta nel primo turno. È rieletta membro dell'Alleanza della Romania giusta (ARD) alle elezioni parlamentari del 9 dicembre 2012.
Il 12 febbraio 2013, ha annunciato la sua candidatura alla presidenza del Pdl per la futura convention nazionale. Riceve il supporto implicito del presidente Băsescu, che è molto critico nei confronti del suo principale concorrente, Vasile Blaga. Il 13 marzo, il giorno del voto, la vittoria è andata a Vasile Blaga, per un totale di 2344 voti contro 2014 voti per Elena Udrea e 209 per l'ex ministro della Giustizia Monica Macovei. Sebbene Elena Udrea abbia protestato contro la commissione elettorale del Pdl, ha confermato la vittoria del suo principale concorrente.
Decide quindi di lasciare il PdL e aderirà, il 30 gennaio 2014, al Partito del Movimento Popolare (PMP), con una dozzina di altri deputati "pro-Băsescu". Elena Udrea è stata eletta presidente del PMP il 7 giugno successivo, con 742 voti su 950 espressi. Molto pubblicizzata e talvolta chiamata "la bionda del presidente" a causa di una voce di una relazione con Traian Băsescu, era una delle figure politiche più popolari in Romania.

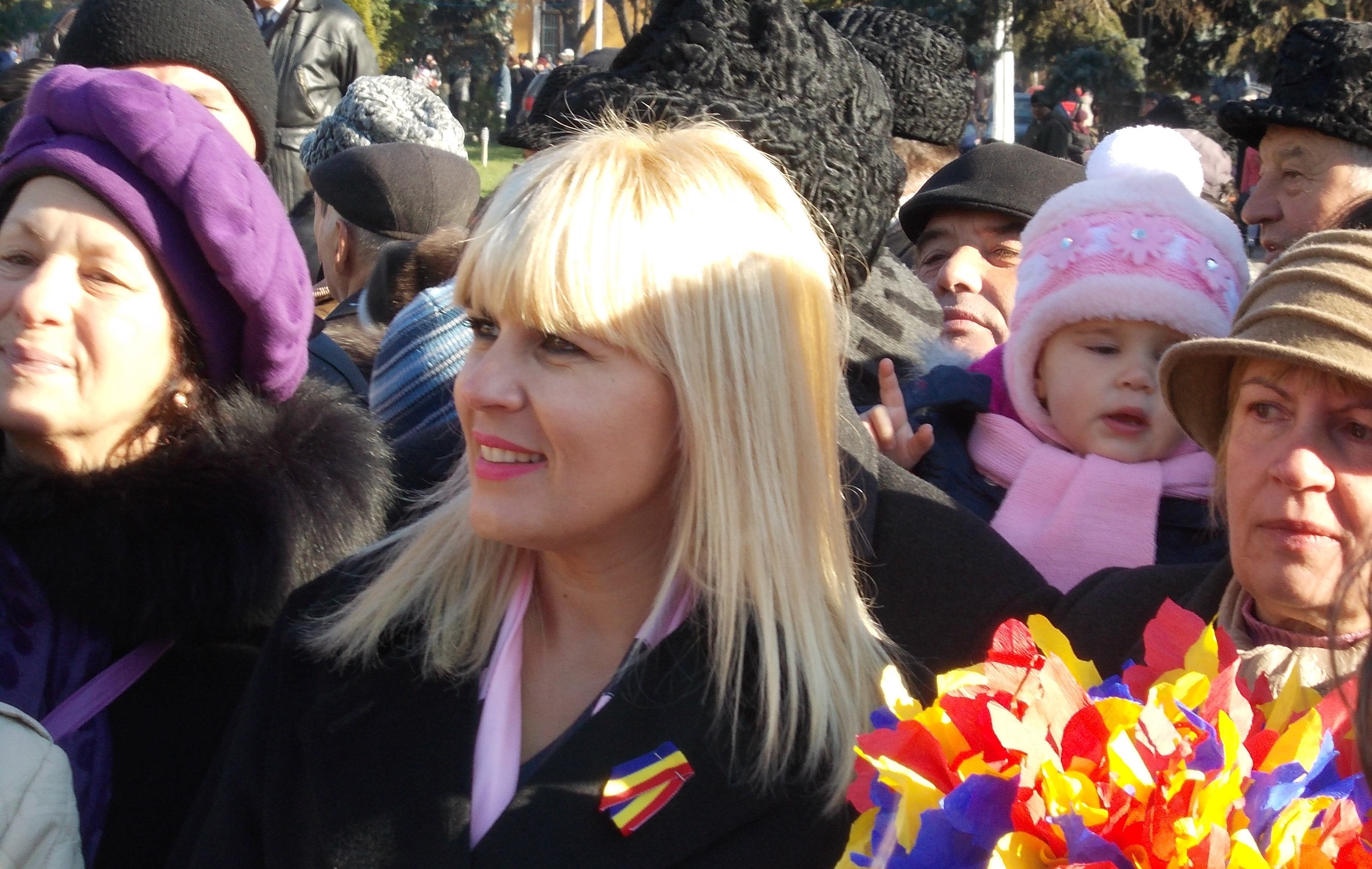
Elena Udrea nel dicembre 2013.

Due mesi dopo, nell'agosto 2014, è diventata candidata al PMP per le elezioni presidenziali di novembre in seguito alla all'addio del candidato del partito inizialmente scelto, Cristian Diaconescu. Supportata da Traian Băsescu, è al quarto posto nel primo turno con il 5,20% dei voti. In vista del secondo turno, implicitamente vota per Klaus Iohannis, che ha vinto le elezioni presidenziali contro Victor Ponta.
Come altri ex ministri, è stata messa in discussione e interrogata dalla Direzione nazionale anticorruzione nei contratti con il caso Microsoft, che l'ha portata a lasciare la presidenza del PDP nel gennaio 2015. Si è candidata senza successo come Indipendente nelle elezioni parlamentari del 2016.

## Procedimenti giudiziari
Nel contesto del caso Microsoft, la sua immunità parlamentare è stata revocata nel febbraio 2015: è stata immediatamente posta in custodia per commercio di influenza e riciclaggio di denaro.
È coinvolta in un secondo caso, che ha come oggetto il pagamento di tangenti durante un evento di gala in onore del pugile Lucian Bute nel 2011. In questo caso, viene condannata a marzo 2017 a sei anni di prigione per corruzione e abuso di potere; fa in seguito appello alla decisione.

## Critiche
È stata a lungo criticata dalla stampa per la presunta relazione extraconiugale con il presidente Traian Băsescu, di cui era consigliere capo, e il giornalista Cristian Tudor Popescu la chiamò "Komisara Vuitton".